# Sten Lewenhaupt (1819–1877)
Sten Axel Lewenhaupt, född 30 januari 1819 på Claestorp, Östra Vingåkers socken, död 24 mars 1877 på Krämbols bruk i samma socken, var en svensk greve, militär och företagare.

## Biografi
Sten Lewenhaupt var son till Claes Lewenhaupt. Han skrevs in 1829 som student vid Uppsala universitet och blev samma år kvartermästare vid livregementets husarkår, avlade 1835 studentexamen och blev 1838 underlöjtnant vid livregementets husarkår. 1840 blev Lewenhaupt underlöjtnant vid andra livgardet och befordrades 1845 till löjtnant. Efterhand blev han dock alltmer intresserad av teknik och industri, och erhöll 1846 avsked från sin militärtjänst med tillstånd att kvarstå i armén. 1855 erhöll Lewenhaupt avsked från militärtjänsten. Under ett besök i London 1848 träffade han Louis Napoleon och lånade då ut sitt pass till honom för att han skulle kunna återvända till Paris i samband med februarirevolutionen. Det renderade honom en reprimand från svenska utrikesförvaltningen men flera hedersbetygelser från Louis Napoleon, bland annat blev han 1849 riddare av Hederslegionen. 1850 grundade han Landskrona yllefabrik som under hans ledning snabbt expanderade. En tid ägde han även Stavsjö bruk. 1865 förstördes Landskrona yllefabrik av brand, och för återuppbyggnaden krävdes utomstående finansiärer vilket ledde till att fabriken ombildades till aktiebolag sedan den återstartades. Sten Lewenhaupt blev dock bolagets disponentdirektör men tvingades 1874 att lämna fabriken efter olyckliga växelaffärer med en brittisk börsmagnat. Under perioden 1869–1874 var Lewenhaupt även ledamot av Malmö stadsfullmäktige. Under 1870-talet började han i stället intressera sig för pappersmasseindustrin. Han tog initiativet till grundandet av Delary pappersbruk där han själv var delägare, Bruzaholms pappersbruk, Bäckhammars pappersbruk samt anlade med sina bröder Värmbols pappersbruk där han från 1871 var disponent.